# My Generation (Album)
My Generation ist das erste Album der britischen Rockgruppe The Who. Die LP erschien im Dezember 1965. In den USA wurde das Album mit einem anderen Cover und einer leicht abweichenden Titelfolge unter dem Titel The Who Sings My Generation veröffentlicht. Benannt wurde das Album nach der im November 1965 erschienenen Single My Generation, die in der britischen Hitparade Platz 2 erreicht hatte.
Das Album wurde von Shel Talmy produziert und durch das Plattenlabel Brunswick herausgegeben. Die Aufnahme und Pressung erfolgte in Mono. Auf dem Album ist Nicky Hopkins als Gastmusiker am Piano zu hören.
My Generation zeigt deutlich die musikalischen Wurzeln der frühen Who. Das Album ist stark geprägt vom Rhythm and Blues und enthält zum einen Coverversionen populärer R&B-Stücke, zum anderen sind die Einflüsse in den Kompositionen des Who-Gitarristen und Songwriters Pete Townshend zu erkennen.

## Titelliste

The Who – LP My Generation (Seite 1)

1. Out in the Street (Pete Townshend)
2. I Don’t Mind (James Brown)
3. The Good’s Gone (Pete Townshend)
4. La La La Lies (Pete Townshend)
5. Much Too Much (Pete Townshend)
6. My Generation (Pete Townshend)
7. The Kids Are Alright (Pete Townshend)
8. Please, Please, Please (James Brown/John Terry)
9. It’s Not True (Pete Townshend)
10. I’m a Man (McDaniel)
11. A Legal Matter (Pete Townshend)
12. The Ox (Pete Townshend/Keith Moon/John Entwistle/Nicky Hopkins)

### Deluxe Edition
Die Deluxe Edition erschien 2002 als Doppel-CD. Die erste CD enthält die Stücke der originalen CD inklusive des Stücks Circles, das nur auf der US-Ausgabe des Albums enthalten war, und drei Bonus-Songs. Die zweite CD enthält 14 Bonus-Songs.
| CD eins 1. Out in the Street 2. I Don’t Mind 3. The Good’s Gone 4. La-La-La Lies 5. Much Too Much 6. My Generation 7. The Kids Are Alright 8. Please, Please, Please 9. It’s Not True 10. I’m a Man 11. A Legal Matter 12. The Ox 13. Circles (Instant Party) 14. I Can’t Explain (Bonus-Track) 15. Bald Headed Woman (Bonus-Track) 16. Daddy Rolling Stone (Bonus-Track) | CD zwei 1. Leaving Here (Alternative Version) 2. Lubie (Come Back Home) 3. Shout and Shimmy 4. (Love Is Like A) Heat Wave 5. Motoring 6. Anytime You Want Me 7. Anyway, Anyhow, Anywhere (Alternative Version) 8. Instant Party Mixture 9. I Don’t Mind (Lange Version) 10. The Good’s Gone (Lange Version) 11. My Generation (Instrumentelle Version) 12. Anytime You Want Me (A-cappella-Version) 13. A Legal Matter (Mono-Version mit Gitarren-Overdub) 14. My Generation (Mono-Version mit Gitarren-Overdub) |